# Hogna infulata
Hogna infulata är en spindelart som beskrevs av Roewer 1959. Hogna infulata ingår i släktet Hogna och familjen vargspindlar. Inga underarter finns listade i Catalogue of Life.